# Цёрнигалль
Цёрнигалль (нем. Zörnigall) — деревня в Германии, в земле Саксония-Анхальт, входит в район Виттенберг в составе городского округа Цана-Эльстер.
Население составляет 814 человек (на 31 декабря 2023 года). Занимает площадь 3,57 км².

## История
Цёрнигалль состоит из старой — южной части, и современной — северной. Старая часть поселения была основана полабами в IX веке, а современная — в 1930 году. Название происходит от старосербского *černy gał (примерно «черная поляна»).
1 января 2011 года, после проведённых реформ, Цёрнигалль вошёл в состав городского округа Цана-Эльстер, в качестве района.

## Примечания

Цёрнигалль на карте городского округа